# Mongolske felttog ind i Palæstina
De mongolske felttog ind i Palæstina foregik hen imod afslutningen af korstogene, som opfølgninger på de midlertidigt succesrige mongolske invasioner i Syrien, først og fremmest i 1260 og 1300. Efter hver af disse invasioner fulgte der en periode på nogle få måneder, hvor mongolerne formåede at gennemføre togter sydpå ind i Palæstina, hvor de nåede så langt som til Gaza.
Det var kun en forholdsvis lille del af den mongolske hærstyrke, der foretog felttogene, hvor de fortsatte med at plyndre, dræbe og ødelægge. Mongolerne ser ikke ud til at have haft til hensigt at indlemme Palæstina i deres administrative system, og nogle få måneder efter invasionerne i Syrien vendte mamelukkernes styrker tilbage fra Ægypten og genindtog området uden større modstand.

## Mongolske felttog i 1260
I 1258 erobrede mongolerne Baghdad, der var den islamiske verdens magtcentrum. Dermed udslettede de i realiteten abbasidernes dynasti. Efter Baghdad fortsatte de mongolske styrker under ledelse af Hulagu og støttet af kristne fra tidligere erobrede eller underkastede områder som Georgien, det Ciliciske Armenien, og Fyrstendømmet Antiochia med erobringen af Syrien under Ajubidedynastiet. De indtog byen Aleppo, og den 1. marts 1260 erobrede de Damaskus, hvorved også dette dynasti ophørte.
Da de islamiske magtcentre Baghdad og Damascus var gjort magtesløse, blev Cairo under mamelukkerne det nye centrum for islamisk magt. Mongolerne ville sikkert have fortsat deres fremrykning videre ned gennem Palæstina til Ægypten, men de blev tvunget til at standse deres invasion på grund af en intern konflikt i Turkestan. Hulagu tog af sted med hovedparten af sine styrker og efterlod kun ca. 10.000 mongolske ryttere under den nestorianske general Kitbuqa, der skulle besætte de erobrede område.
Kitbuqa fortsatte offensiven, indtog byerne Baalbek, al-Subayba og Ajlun og sendte mongolske enheder videre ind i Palæstina, hvor de nåede frem til Ascalon og muligvis Jerusalem. En mongolsk garnison på ca. 1.000 mand blev stationeret i Gaza, mens en anden garnison blev placeret i Nablus.
Hulagu sendte også bud til kong Ludvig 9. af Frankrig med en beretning om, at de havde givet Jerusalem tilbage til de kristne. Moderne historikere tror dog, at selv om Jerusalem blev udsat for mindst et mongolsk overfald i dette tidsrum, så blev byen hverken besat eller formelt erobret.

### Slaget ved Ain Jalut (1260)
Efter at have trukket sig tilbage fra Syrien til Cairo, forhandlede de ægyptiske mamelukker med frankerne i reststaten "Kongeriget Jerusalem" i Acre, og frankerne forholdt sig passivt neutrale i forhold til både mamelukkerne og mongolerne, selv om de muslimske mamelukker havde været korsfarernes traditionelle fjender. På det tidspunkt ser det ud til, at frankerne anså mongolerne for at være en større trussel end muslimerne. Mamelukstyrkerne fik lov til at gå uskadt gennem korsfarerområdet, sådan at de kunne samle en betydelig styrke, der stod over for resterne af den mongolske hær i september 1260 i det historiske slag ved Ain Jalut i Galilæa. Mamelukkerne vandt en stor sejr, som fik betydning ikke bare for regionen, men også på den måde at det var første gang, den mongolske hær havde lidt nederlag. Det blev kulminationen for de mongolske erobringer, og selv om mongolerne igen forsøgte sig med invasioner i Syrien, havde de ikke held med det før i 1300, da de atter en gang kun fastholdt områderne i få måneder.

### Sidonbegivenheden (1260)
Samtiden beskrev korsfareren Julian de Grenier, der var herre til Sidon og fæstningen Beaufort i Libanon, som uansvarlig og letsindig, og han greb i 1260 chancen for at hærge og plyndre Bekaa-området, som netop var kommet under mongolsk herredømme. Da den momgolske general, Kitbuqa, sendte sin nevø med en mindre styrke for at skaffe ro, faldt de i baghold og blev dræbt af Julian. Kitbuqa besvarede det i fuld styrke ved at hærge byen Sidon, ødelægge dens mure og dræbe dens indbyggere, selv om det hedder sig, at fæstningen aldrig blev erobret.

## Mongolske hærtogter under Edward 1.s korstog (1271)
I 1269 blev den engelske fyrst Edvard (den senere kong Edvard 1. af England, kaldet Edvard "Longshanks") påvirket af beretninger om onkelen, Richard Løvehjertes og den franske kong Ludvigs andet korstog, og han indledte sit eget korstog, det Niende korstog. Antallet af riddere og følgesvende, som tog med Edward på korstoget, var ganske ringe, muligvis ca. 230 riddere med et følge på i alt omkring 1.000 mand, der blev transporteret på en flåde af 13 skibe. Mange af deltagerne på Edwards togt var nære vennner og familiemedlemmer, heriblandt hans kone, Eleanor of Castilien, hans bror Edmund og hans fætter, Henry of Almain.
Da Edward endelig nåede Acre den 9. maj 1271, sendte han straks et gesandtskab til den mongolske regent, Abaqa. Edwards plan var at bruge mongolernes støtte til at angribe den muslimske leder, Baibars. Gesandtskabet blev ledet af Reginald Russel, Godefrey Welles og John Parker.  Abaqa Edwards ønske positivt i et brev, dateret 4. september 1271. Middelalderhistorikeren, Wilhelm af Tyrus skrev:
Midt i oktober 1271 nåede de mongolske styrker, som Edvard havde tilkaldt, frem til Syrien og ødelagde landet fra Aleppo og sydover. Abaqa, der var optaget af andre konflikter i Turkestan, kunne kun sende 10.000 mongolske ryttere under general Samagar fra besættelsestropperne i det seldsjukkiske Anatolien sammen med seldsjukiske hjælpetropper, men de udløste en flugt blandt muslimske befolkninger (som huskede tidligere felttog under Kithuqa) helt ned til Cairo. Mongolerne besejrede de tyrkiske tropper, der beskyttede Aleppo, og sendte mameluk garnisionen i byen på flugt, og fortsatte deres fremrykning til Maarat an-Numan og Apamea.
Da Baibars igangsatte en modoffensiv fra Egypten den 12. november, havde mongolerne allerede trukket sig tilbage til den anden side af Eufrat, for de magtede ikke at modstå den mamelukkiske hær i sin fulde styrke.

## Mongolske felttog i 1299–1300
Sommeren 1299 indtog mongolerne under Ghazan den nordlige by Aleppo og besejrede mamelukkerne i Slaget ved Wadi al-Khazandar (også kendt som det tredje slag ved Homs) den 23.-24. december 1299. En gruppe af mongoler under general Mulay skilte sig derefter ud fra Ghazans styrke, forfulgte de flygtende mamelukkiske tropper helt til Gaza og tvang dem tilbage til Ægypten. Hovedstyrken af Ghazans enheder fortsatte videre mod Damaskus, der overgav sig på et tidspunkt mellem den 30. december 1299 og den 6. januar 1300, selv om byens citadel gjorde modstand. Ghazan trak så de fleste af sine styrker tilbage i februar, sandsynligvis fordi hestene manglede foder. Ghazan lovede at vende tilbage i november for at angribe Ægypten.
Derfor var den mongolske il-Khan den reelle herre over det hellige land i en periode på omtrent fire måneder fra februar til maj 1300. Den mindre styrke på ca. 10.000 ryttere under Mulay foretog angreb så langt sydpå som til Gaza, vendte tilbage til Damaskus omkring marts 1300, og fulgte Ghazan tilbage over Eufrat nogle få dage senere.
De ægyptiske mamelukker vendte så tilbage og generobrede hele området i maj 1300 uden et eneste slag.

### Jerusalems skæbne i 1300
De middelalderlige kilder har mange forskellige syn på omfanget af hærtogterne i 1299-1300, og der er uenighed blandt moderne historiskere om, hvilke kilder der er mest pålidelige, og hvilke der kan anses for at være fortegnede eller simpelthen forkerte. Særligt Jerusalems skæbne debatteres fortsat mellem nogle historikere, der slår fast, at de mongolske togter kan have nået ind i byen, og andre, der konstaterer, at byen hverken blev indtaget eller bare belejret.
Den oftest citerede undersøgelse af emnet blev foretaget af Dr. Sylvia Schein i hendes artikel fra 1979: "Gesta Dei per Mongolos", hvor hun konkluderede, at "the alleged recovery of the Holy Land never happened." Men i sin bog fra 1991 indsatte Schein en kort fodnote, der nævner, at mongolernes erobring af Jerusalem blev "bekræftet", fordi de bevisligt havde fjernet den Gyldne Port fra Klippemoskeen i 1300 for at overføre den til Damaskus. Dette bygger på en beretning fra en præst i det 14. århundrede, Niccolo af Poggibonsi, som gav en detaljeret, arkitektonisk beskrivelse af Jerusalem og nævnte mongolernes handlinger med porten. En anden forsker, Denys Pringle, beskrev Poggibonsis beretning sådan, at mongolerne forsøgte at ødelægge, underminere, brænde eller fjerne porten, men uden held, og da mamelukkerne vendte tilbage, fik de porten muret til. 
I sin bog fra 2007: Les Templiers slår Alain Demurger fast, at mogolerne erobrede Damascus og Jerusalem, og at Ghazans general, Mulay, også var til stede ”i praksis” i Jerusalem mellem 1299 og 1300. Ifølge Frederic Luisetto "trængte mongolske tropper ind i Jerusalem og Hebron, hvor de anrettede mange massakrer." I The Crusaders and the Crusader States brugte Andrew Jotischky Scheins 1979-artikel og 1991-bog som grundlag for at skrive: "efter en kort og stort set symbolsk besættelse af Jerusalem, trak Ghazan sig tilbage til Persien".

### Europæiske rygter om Jerusalem
Hvad sandheden nu end var, så førte den mongolske invasion til vilde rygter i samtidens Europa om, at mongolerne muligvis havde erobret Jerusalem og ville give byen tilbage til europæerne. Disse rygter, der sprang op i marts 1300, var sandsyligvis baseret på beretninger fra venetianske købmænd, som netop var ankommet fra Cypern. Beretningen gav et mere eller mindre nøjagtigt billede af de mongolske sejre i Syrien, men gik så videre til at sige, at mongolerne "sikkert" havde indtaget det hellige land på det tidspunkt. Disse rygter blev så pustet op i stort omfang på grund af ønsketænkning og via den store folkemængde, der var forsamlet i Rom for at fejre århundredeskiftet. Historien voksede til at påstå, at mongolerne skulle have indtaget Ægypten, at mongolen Ghazan havde udnævnt sin bror til ny konge der, og at mongolerne ville fortsætte med at erobre Nordafrika. Rygterne påstod også, at Ghazan havde befriet de kristne, som var fængslet i Damaskus og Ægypten, og at nogle af disse fanger allerede var nået til Cypern.
I april 1300 udsendte pave Bonifacius 8. et brev, der bekendtgjorde den "store og glædelige nyhed, der skal højtideligholdes ved særlig jubel", nemlig at mongolen Ghazan havde erobret det hellige land og tilbudt at overdrage det til de kristne. Ved festlighederne i Rom ved århundredeskiftet krævede paven processioner, der skulle "fejre tilbagegivelsen af det hellige land", og han opmuntrede desuden enhver til at tage af sted til det nyligt genvundne område. Kong Edvard 1. af England blev bedt om at opmuntre sine undersåtter til at drage af sted for at besøge de hellige steder. Og pave Bonifacius henviste endda til genovertagelsen af det hellige land i sin bulle, Ausculta fili.
I sommeren af feståret (1300) modtog pave Bonifacius 8. flere end 10 gesandtskaber, der kom fra forskellige konger og fyrster. En af grupperne ebstod af 100 mongoler, der blev ledet af florentineren Guiscard Bustari, der var ambassadør for il-khanen. Disse udsendinge deltog i jubelårsfestlighederne, som det blev nævnt mange steder i samtidige kilder. Man antog, at ambassadøren også var den mand, som Ghazan havde udnævnt til at forestå genindsættelsen af frankerne i de områder, som Ghazan ville give dem tilbage. Der var stor jubel i en kort tid, men paven fik snart at vide, hvordan det egentlig stod til i Syrien, som Ghazan i virkeligheden havde trukket hovedparten af sine styrker tilbage fra i februar 1300, og som mamelukkerne havde genindtaget i maj. Men rygterne fortsatte helt frem til september 1300.

## Notes
1. ↑  Amitai, Mongol Raids, pp. 247-248
2. ↑  "Saudi Aramco World "The Battle of Ain Jalut"". Arkiveret fra originalen 12. februar 2012. Hentet 21. september 2009.
3. ↑  Grousset, p. 581
4. ↑  "On 1 March Kitbuqa entered Damascus at the head of a Mongol army. With him were the King of Armenia and the Prince of Antioch. The citizens of the ancient capital of the Caliphate saw for the first time for six centuries three Christian potentates ride in triumph through their streets", Runciman, p.307
5. ↑  "The king of Armenia and the Prince of Antioch went to the army of the Tatars, and they all went off to take Damascus".|Gestes des Chiprois, Le Templier de Tyr. "Le roy d'Arménie et le Prince d'Antioche alèrent en l'ost des Tatars et furent à prendre Damas". Quoted in "Histoire des Croisades III", Rene Grousset, p586
6. ↑  Runciman, p.310
7. ↑  Amitai-Preiss, p. 32.
8. ↑  Jean Richard, p.428
9. ↑  Amin Maalouf, p.264
10. ↑  Tyerman, p.806
11. ↑  Amin Maalouf, p.262
12. ↑  Den britiske historiker Steven Runciman mener, at Nablus og Gaza blev besat, men at Jerusalem selv ikke blev indtaget af mongolerne. Runciman, p.308
13. ↑  "Hulegu informed Louis IX that he had handed over the Holy City to the Franks already, during the brief Mongol occupation in 1260 (although, as we have seen, this is nowhere indicated in any of the Muslim sources, still less in the Frankish appeals for help to the West), and the claim was reiterated in 1274 by Abaqa's envoys.", Jackson, p.174
14. ↑  Runciman, p. 308
15. ↑  "It happened that some men from Sidon and Belfort gathered together, went to the Saracens' villages and fields, looted them, killed many Saracens and took others into captivity together with a great deal of livestock. A certain nephew of Kit-Bugha who resided there, taking along but few cavalry, pursued the Christians who had done these things to tell them on his uncle's behalf to leave the booty. But some of the Christians attacked and killed him and some other Tartars. When Kit-Bugha learned of this, he immediately took the city of the Sidon and destroyed most of the walls [and killed as many Christians as he found. But the people of Sidon fled to an island, and only a few were slain. oe43]. Thereafter the Tartars no longer trusted the Christians, nor the Christians the Tartars." Fleur des Histoires d'Orient, Chap. 30
16. ↑  Hindley, pp. 205-206
17. ↑  Nicolle, p. 47
18. ↑  Tyerman, p. 818
19. ↑  Grousset, p.656
20. ↑  "When he disembarked in Acre, Edward immediately sent envoys to Abagha (…) As he (Abagha) could not commit himself to the offensive, he ordered the Mongol forces stationned in Turkey under Samaghar to attack Syria in order to relieve the Crusaders” Jean Richard, p.446
21. ↑  "Edward was horrified at the state of affairs in Outremer. He knew that his own army was small, but he hoped to unite the Christians of the East into a formidable body and then to use the help of the Mongols in making an effective attack on Baibars", Runciman, p.335
22. 1 2  Grousset, p.653.
23. ↑  Runciman, p.336
24. "Et revindrent en Acre li message que mi sire Odouart et la Crestiente avoient envoies as Tartars por querre secors; et firent si bien la besoigne quil amenerent les Tartars et corurent toute la terre dantioche et de Halape de Haman et de La Chamele jusques a Cesaire la Grant. Et tuerent ce quil trouverent de Sarrazins", Estoire d'Eracles, Chap XIV
25. Quoted in Grousset, p.653
26. 1 2  Runciman, p.336
27. "Et revindrent en Acre li message que mi sire Odouart et la Crestiente avoient envoies as Tartars por querre secors; et firent si bien la besoigne quil amenerent les Tartars et corurent toute la terre dantioche et de Halape de Haman et de La Chamele jusques a Cesaire la Grant. Et tuerent ce quil trouverent de Sarrazins", Estoire d'Eracles, Chap XIV
28. Quoted in Grousset, p.653
29. 1 2 3  Demurger, pp. 142-143 "The Mongols pursued the retreating troops towards the south, but stopped at the level of Gaza".
30. ↑  Runciman, p.439
31. ↑  Demurger, p. 99
32. ↑  "For a brief period, some four months in all, the Mongol Il-Khan was de facto the lord of the Holy Land", Schein, p. 810
33. ↑  "Meanwhile the Mongol and Armenian troops raided the country as far south as Gaza." Schein, 1979, p. 810
34. ↑  Amitai, p. 247
35. ↑  Schein, 1979, p. 810
36. ↑  Amitai, p. 248
37. ↑  Phillips, p. 128. "Disillusionment came swiftly. Jerusalem had not been taken or even besieged; Ghazan evacuated Syria within a few weeks of its conquest probably because his horses were short of fodder. He attacked it again in 1301, and planned further campaigns for the next two years, but achieved nothing. His bitterness at the failure of the European powers to provide the military assistance he had asked for expressed itself in 1303 in yet another embassy to Philip IV and Edward I, to which Edward replied tactfully that he and Philip had been at war and could not send help."
38. ↑  Schein, 1979, p. 805
39. ↑  I sin bog fra 1991 nævnte Schein i en fodnote; at den mongolske indtagelse af Jerusalem blev "bekræftet" af, at de havde fjernet en port fra Klippemoskeen i Jerusalem og ført den til Damaskus. "The conquest of Jerusalem by the Mongols was confirmed by Niccolo of Poggibonsi who noted (Libro d'Oltramare 1346-1350, ed. P. B. Bagatti (Jerusalem 1945), 53, 92) that the Mongols removed a gate from the Dome of the Rock and had it transferred to Damascus. Schein, 1991, p. 163
40. ↑  "The conquest of Jerusalem by the Mongols was confirmed by Niccolo of Poggibonsi who noted (Libro d'Oltramare 1346-1350, ed. P. B. Bagatti (Jerusalem 1945), 53, 92) that the Mongols removed a gate from the Dome of the Rock and had it transferred to Damascus. Schein, 1991, p. 163
41. ↑  Denys Pringle, 1993, The Churches of the Crusader Kingdom of Jerusalem, p.106
42. ↑  Pringle, p.106
43. ↑  "In December 1299, he (Ghazan) vanquished the Mamluks at the Second Battle of Homs and captured Damascus, and even Jerusalem", Demurger, Les Templiers, 2007, p.84
44. ↑  "Mulay, a Mongol general who was effectively present in Jerusalem in 1299-1300", Demurger, Les Templiers, 2007, p. 84
45. ↑  Frédéric Luisetto, p.205-206 "Troops penetrated in Jerusalem and Hebron where they committed many massacres (...) In Hebron, a cross was even raised on top of the mosque of Abraham", also p.208 "We have knowledge of the violences perpetrated in Jerusalem and Damas"
46. ↑  Jotischky, The Crusaders and the Crusader States, p. 249
47. ↑  "The earliest letter was dated 19 March 1300 and addressed to Boniface VIII. Its contents suggest that it was probably written by the Doge Pietro Gradenigo (1289-1311). – Schein, 1979, p. 814
48. 1 2 3  Schein, p. 815
49. ↑  Riley-Smith
50. ↑  Schein, p. 805

### Sekundærlitteratur
- Reuven Amitai: Mongol Raids into Palestine (AD 1260 and 1300) i Journal of the Royal Asiatic Society of Great Britain and Ireland, 1987 side 236–255
- Reuven Amitai-Preiss: Mongols and Mamluks: The Mamluk-Ilkhanid War, 1260-1281, 1995, ISBN 978-0-521-46226-6
- Malcolm Barber: The Trial of the Templars, 2. udg., 2001 ISBN 978-0-521-67236-8
- Encyclopedia Iranica (Artikel om frankisk-persiske forhold Arkiveret 27. september 2007 hos  Wayback Machine)
- Richard Foltz: Religions of the Silk Road: overland trade and cultural exchange from antiquity to the fifteenth century, 2000 ISBN 0-312-23338-8.
- Alain Demurger: Jacques de Molay, 2007 ISBN 2-228-90235-7
- Harry W. Hazard (ed.): Volume III: The Fourteenth and Fifteenth Centuries, 1975 ISBN 0-299-06670-3
- Peter Jackson: The Mongols and the West, 1221-1410, 2005 ISBN 0-582-36896-0
- Claude Lebédel: Les Croisades, origines et conséquences, 2006 ISBN 2-7373-4136-1
- Sharan Newman: Real History Behind the Templars, 2006 ISBN 978-0-425-21533-3
- Dacid Nicolle: The Crusades, 2001 ISBN 978-1-84176-179-4
- John Roland Seymour Phillips: The Medieval Expansion of Europe, 2. udg. 1998 ISBN 978-0-19-820740-5
- Michael Prawdin (pseudonym for Michael Charol): Mongol Empire, 1940/1961 ISBN 1-4128-0519-8
- Joshua Prawer: The Crusaders' Kingdom: European Colonialism in the Middle Ages, 1972 ISBN 978-0-297-99397-1
- Jean Richard: Histoire des Croisades, 1996 ISBN 2-213-59787-1
- Jonathan Riley-Smith: The Crusades: A History, 2. udg., 1987 ISBN 978-0-300-10128-7
- Steven Runciman: A history of the Crusades 3, 1987 ISBN 978-0-14-013705-7
- J.J. Saunders: The History of the Mongol Conquests, 2001 ISBN 0-8122-1766-7
- Sylvia Schein: Gesta Dei per Mongolos 1300. The Genesis of a Non-Event, i The English Historical Review, bd. 94, 1979 side 805–819 (JSTOR: Gesta Dei per Mongolos)
- Sylvia Schein: Crucis Fideles: The Papacy, the West, and the Recovery of the Holy Land, 1991 ISBN 0-19-822165-7
- Sylvia Schein: Gateway to the Heavenly City: crusader Jerusalem and the catholic West, 2005 ISBN 0-7546-0649-X
- Denis Sinor: The Mongols in the West i Journal of Asian History, bd. 33, 1999 (Denis Sinor: The Mongols in the West Arkiveret 1. september 2009 hos  Wayback Machine)
- Stephen Turnbull: The Mongols, 2004 ISBN 978-0-85045-372-0
- Jack Weatherford: Genghis Khan and the Making of the Modern World, 2004 ISBN 0-609-80964-4